# Tomás Abraham
Tomás Abraham (Timișoara, 5 de diciembre de 1946) es un filósofo y escritor argentino de origen rumano.

## Biografía
Tomás Abraham pasó su adolescencia en la Buenos Aires de las décadas de 1950 y 1960, siendo militante de izquierda, y ante los sucesos de la Noche de los Bastones Largos, Abraham decidió dejar el país. Luego viajó a Francia y participó en la rebelión de los estudiantes en el Mayo francés de 1968.
Se graduó en Filosofía (maestría, Vincennes, 1972) y en Sociología (maestría, Sorbonne, 1972). Pasó un tiempo viviendo en Japón y regresó a Argentina en 1972. En 1984 comenzó a dar clases en el Ciclo Básico Común.

## Trayectoria laboral
Como catedrático, Abraham ha trabajado en distintos institutos educativos y universidades, entre otros:
- Profesor de filosofía de la École des Roches, Francia, 1970.
- Profesor asociado de Filosofía, Facultad de Psicología, Universidad del Salvador, 1983-1986.
- Profesor titular de Introducción a la Filosofía, Facultad de Psicología, Universidad de Buenos Aires, 1984-1987.
- Director y profesor del Colegio Argentino de Filosofía, Buenos Aires, 1984-1992.[cita requerida]

- Profesor titular de Introducción al Pensamiento Científico, CBC-UBA 1990-1995.
- Profesor titular de Espacios de Poder/ Espacios de Saber. Facultad de Arquitectura-UBA. 1986- hasta la fecha.
- Profesor titular regular de Filosofía CBC-UBA (desde 1985 a la fecha).[cita requerida]
- Director de Licenciatura distancia en la Facultad de Humanidades de la Universidad de Mar del Plata.[cita requerida]
- Director de la Maestría a distancia "Poder, trabajo y sociedad" en la Facultad de Humanidades de la Universidad de Plata.
- Profesor de Filosofía en Aletheia. Institución para la formación de Psicoanalistas, 1979-80.
- Profesor de grupos de estudio privados sobre la obra de Gilles Deleuze y Michel Foucault 1978-84.
- Profesor invitado a las Universidades de Campinas, São Paulo, Salvador Bahía, Montevideo, Católica de Lima, Autónoma de Barcelona, y las principales del interior del país.
- Profesor de Maestría a Distancia curso Filosofía y política Instituto de Estudios Críticos, DF, México. 2007-2008.
- Director y fundador de la revista de Ensayo negro La Caja (1992-1995).
- Profesor Honoris Causa de la Universidad de Salta, mayo del 2007.
- Director del Seminario de los Jueves (grupo de aficionados a la filosofía que estudian juntos), 1995-2015.
- Profesor Emérito de la Universidad de Buenos Aires
- Doctor honoris causa de la Universidad de Tibiscus, Timisoara (Rumania)

## Obras
- La guerra del amor (1ª edición). Planeta. 1984. ISBN 978-950-742-259-1.
- Pensadores bajos (1987).[4]
- Foucault y la ética (1ª edición). Biblos. 1988. ISBN 978-950-9316-36-2.
- Los senderos de Foucault (1ª edición). Nueva Visión. 1992. ISBN 978-950-602-196-2.
- Historias de la Argentina deseada (1ª edición). Sudamericana. 1995. ISBN 978-950-07-1007-7.
- Batallas éticas (1ª edición). Nueva Visión. 1997. ISBN 978-950-602-330-0. En coautoría con Richard Rorty y Alain Badiou
- El último oficio de Nietzsche y la polémica sobre el nacimiento de la tragedia (1ª edición). Sudamericana. 1996. ISBN 978-950-07-1177-7.
- La aldea local (1ª edición). Eudeba. 1998. ISBN 978-950-23-0726-8.. Reeditado en 2010.[5]
- Vidas filosóficas (1ª edición). Eudeba. 1998. ISBN 978-950-23-0856-2.
- La empresa de vivir (1ª edición). Sudamericana. 2000. ISBN 978-950-07-1746-5.
- Tensiones filosóficas (1ª edición). Sudamericana. 2001. ISBN 978-950-07-1881-3.
- Pensamiento rápido (1ª edición). Sudamericana. 2002. ISBN 978-950-07-2123-3.
- Situaciones postales (1ª edición). Anagrama. 2002. ISBN 9788433961792. Analiza la controversia intelectual entre Vladimir Nabokov y Edmund Wilson y entre Mary McCarthy y Hannah Arendt.[6]
- El último Foucault (1ª edición). Sudamericana. 2003. ISBN 978-950-07-2336-7.
- Imágenes de los noventa (1ª edición). Libros del Zorzal. 2003. ISBN 978-987-1081-25-7. Obra colectiva.
- Fricciones (1ª edición). Sudamericana. 2004. ISBN 978-950-07-2584-2.
- Jean-Paul Sartre, actualidad de un pensamiento (1ª edición). Colihue. 2005. ISBN 978-950-581-980-5. Obra colectiva.
- La máquina Deleuze (1ª edición). Sudamericana. 2006. ISBN 978-950-07-2706-8.
- El presente absoluto (1ª edición). Sudamericana. 2007. ISBN 978-950-07-2802-7.
- Posjudaísmo - debates sobre lo judío en el siglo XXI (1ª edición). Prometeo Libros. 2007. ISBN 978-987-574-181-2. En coautoría con Silvia Bleichmar, Ricardo Forster, Daniel Muchnik y Alejandro Kaufman.
- Pensar Cromañon (1ª edición). Edición del Autor. 2008. ISBN 978-987-05-5599-5.
- Posjudaísmo 2 (1ª edición). Prometeo Libros. 2009. ISBN 978-987-574-320-5. Obra colectiva. Compilador: Darío Sztajnszrajber.
- Historia de una biblioteca (1ª edición). Sudamericana. 2010. ISBN 978-950-07-3197-3.
- Rorty (1ª edición). Quadrata. 2010. ISBN 978-987-631-014-7.
- Platón en el callejón (1ª edición). Eudeba. 2012. ISBN 978-950-23-1954-4.
- La lechuza y el caracol. Contrarrelato político (1ª edición). Sudamericana. 2012. ISBN 978-950-07-3832-3.
- Sara Facio (1ª edición). Larivière. 2012. ISBN 978-987-9395-78-3. En coautoria.
- El no y las sombras (1ª edición). Eudeba. 2013. ISBN 978-950-23-2156-1.
- Treinta años de democracia (1ª edición). Planeta. 2013. ISBN 978-950-49-3732-6. Obra colectiva.
- Michel Foucault: la insumisión reflexiva (1ª edición). EUDEM. 2014. ISBN 978-987-1921-26-3. Obra colectiva.
- Griegos en disputa (1ª edición). Sudamericana. 2014. ISBN 978-950-07-4694-6.
- Los senderos de Foucault (1ª edición). Eudeba. 2014. ISBN 978-950-23-2293-3. (Nueva versión)
- Shakespeare, el antifilósofo (1ª edición). Sudamericana. 2014. ISBN 978-950-07-4860-5.
- La dificultad (1ª edición). Literatura Random House. 2015. ISBN 978-987-3650-73-4.
- Una y otra vez, Sarmiento (1ª edición). Prometeo Libros. 2016. ISBN 978-987-574-767-8. Obra colectiva.
- Mis héroes - Ensayos de admiración (1ª edición). Galerna. 2016. ISBN 978-950-556-663-1.
- Ser director - Escenarios e instituciones educativas (1ª edición). Aique Grupo Editor. 2016. ISBN 978-987-06-0685-7. Obra colectiva.
- El deseo de revolución (1ª edición). Tusquets Editores. 2017. ISBN 978-987-670-464-9.
- La máscara Foucault edición 2019 editorial Paidós
- Aburrimiento y entusiasmo (y otras cuestiones filosóficas). 2021. Editorial Indie. Formato digital.
- La matanza negada (autobiografía de mis padres) 2021. Editorial El Ateneo
- Diario de un abuelo salvaje, 2023, Editorial El Ateneo

## Serie Mis libros
En su canal de Youtube se encuentran disponibles 28 videos hasta el momento en los que diserta sobre cada uno de sus libros y su trabajo como docente e investigador. La idea general que motivó el proyecto y realización de esta serie, titulada "Mis libros", fue de su discípulo Gustavo Romero, también docente de Filosofía.

## Reconocimientos
- Premio Konex (2004, 2024), Ensayo Filosófico - Diploma al mérito.[8]